# Gino Cervi

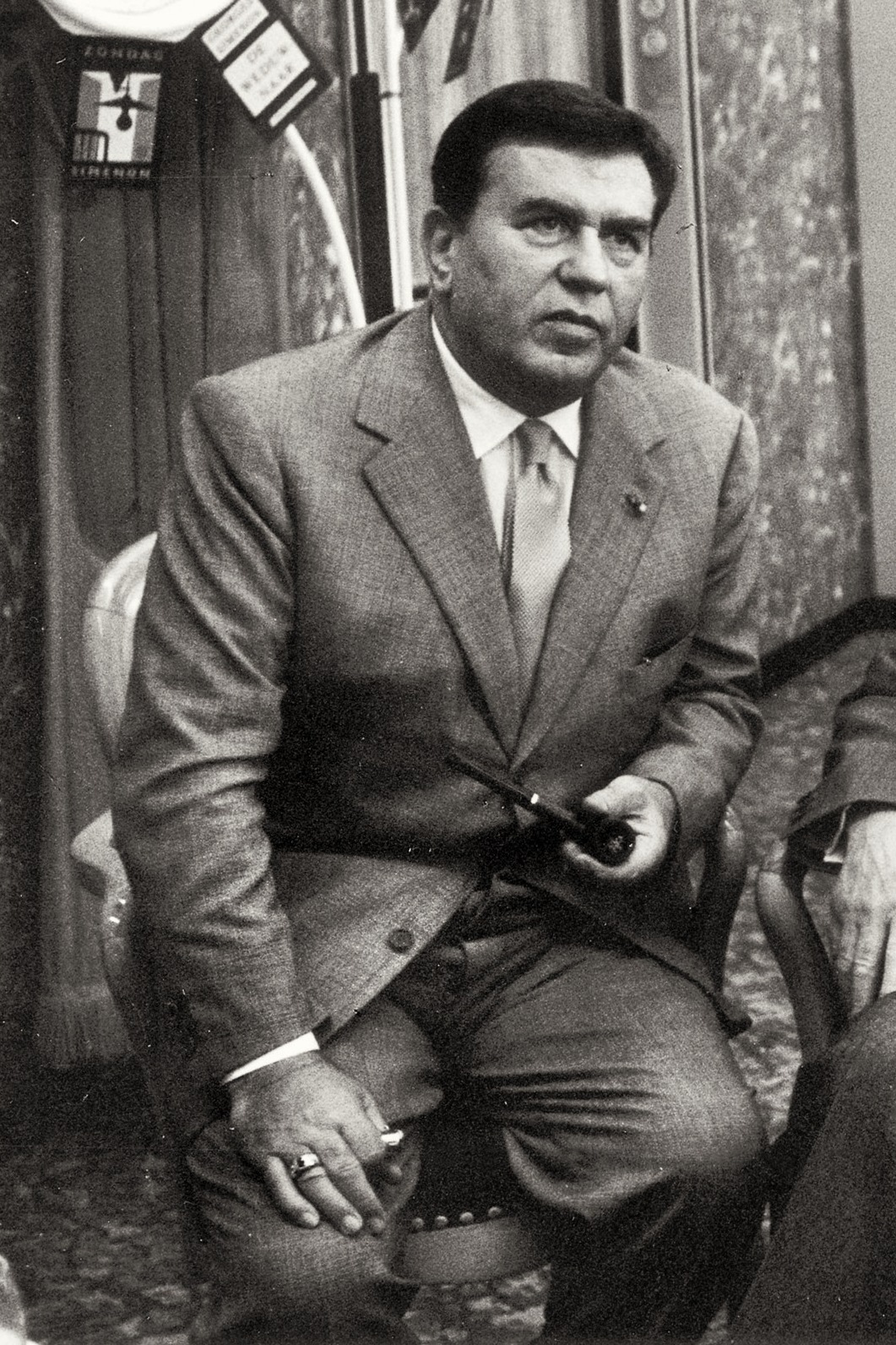
Gino Cervi

Gino Cervi (* 3. Mai 1901 als Luigi Cervi in Bologna; † 3. Januar 1974 in Punta Ala) war ein italienischer Schauspieler. Im deutschsprachigen Raum wurde er vor allem durch die Don-Camillo-Filme bekannt, in denen er an der Seite von Fernandel den kommunistischen Bürgermeister Giuseppe Bottazzi, genannt Peppone, spielte. Seine volltönende Bassstimme war in zahlreichen Filmen als Synchronstimme zu vernehmen.
Seine deutsche Stimme war in den meisten Don-Camillo-Filmen Werner Lieven.

## Leben

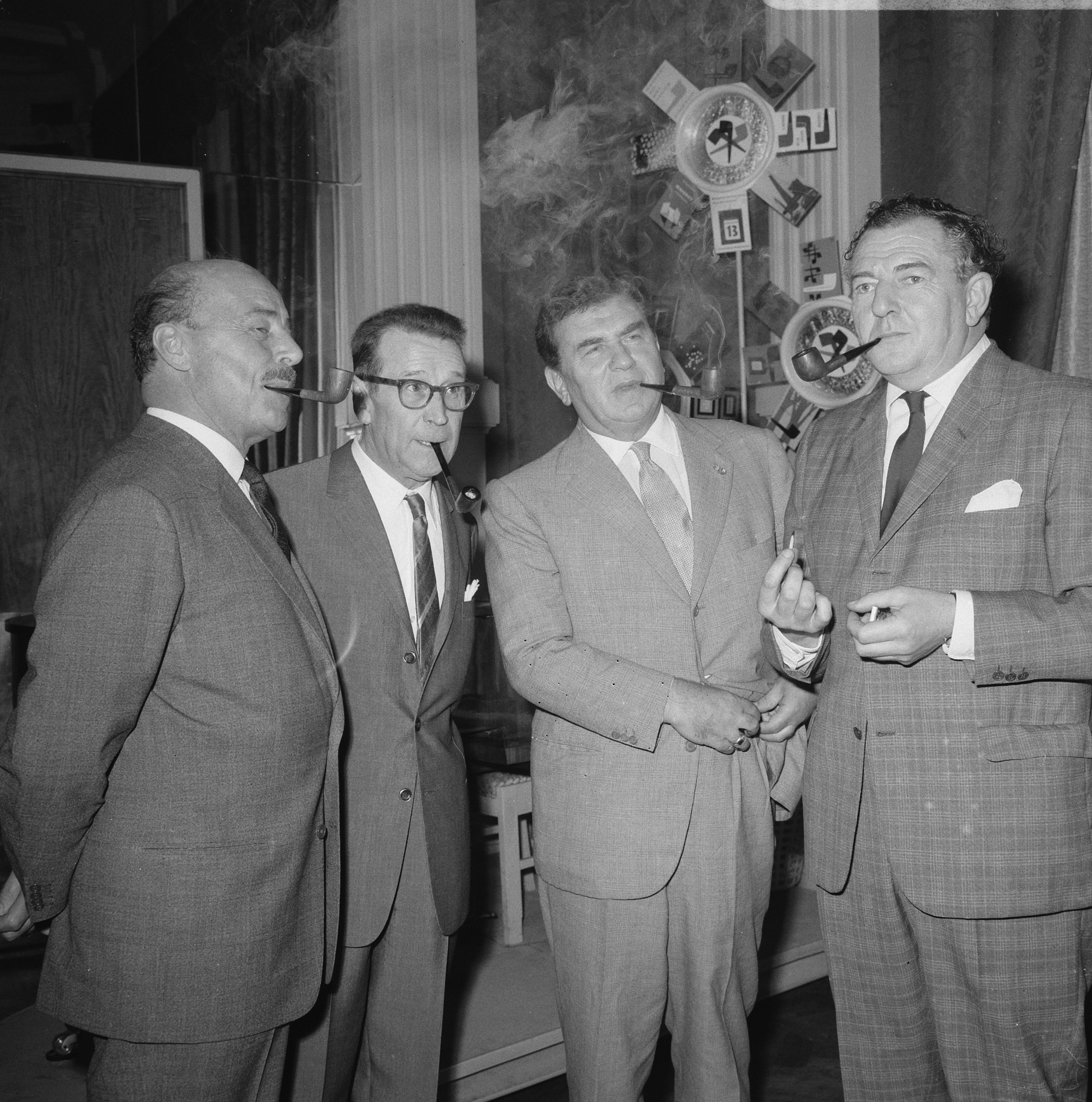
Gino Cervi (3. von links) mit Georges Simenon, Jan Teulings und Rupert Davies (1966)

Cervi war der Sohn des Theaterkritikers Antonio Cervi. 1924, ein Jahr nach dem Tod seines Vaters, trat er erstmals als Theaterschauspieler in Erscheinung. Er entwickelte sich zu einem der beliebtesten Theaterschauspieler Italiens. Sein erstes Engagement fand er in der Truppe um Alda Borelli, danach wechselte er oft und entwickelte sich zum ersten Hauptdarsteller, wobei er zusammen mit Sergio Tofano und Evi Maltagliati ab 1935 eine eigene Compagnie gegründet hatte. Seine Bühnenkarriere trieb Cervi mit großen Erfolgen bis zu Beginn der 1960er Jahre voran.
1932 hatte er seinen ersten Leinwandauftritt in dem Film L’Armata azzurra. Weltbekannt wurde er schließlich durch drei Filme des italienischen Regisseurs Alessandro Blasetti: Aldebaran (1935), Stürme über Morreale (Ettore Fieramosca, 1938) und Der geheimnisvolle Rächer (Un’ Avventura di Salvator Rosa, 1940). Nach dem Zweiten Weltkrieg erfuhr seine Beliebtheit durch das damals neue Medium Fernsehen weiteren Auftrieb. In seinen ersten Fernsehrollen spielte er den Kommissar Jules Maigret nach den Kriminalromanen von Georges Simenon.
Außer in den Don-Camillo-Filmen (1952–1965) trat er auch in der italienisch-französischen Politsatire Der Mann mit der Schärpe (1962) zusammen mit Fernandel auf, in der er ebenfalls einen Bürgermeister, dieses Mal jedoch einen Faschisten, spielte.
Kurz nachdem Fernandel während der Dreharbeiten zum sechsten Don-Camillo-Film 1971 gestorben war, zog sich Cervi aus dem Filmgeschäft zurück. 1974 starb er an einer Lungenembolie. Gino Cervi fand seine letzte Ruhestätte auf dem Cimitero Flaminio (Cimitero di Prima Porta) in Rom.
Er war ab 1928 mit Nini Gordini verheiratet. Cervi ist Vater des Regisseurs, Drehbuchautors und Produzenten Tonino Cervi sowie der Großvater der Schauspielerin Valentina Cervi und des Produzenten Antonio Levis Cervi.

## Filmografie (Auswahl)
- 1932: L’armata azzurra
- 1937: Gli uomini sono ingrati
- 1938: Stürme über Morreale (Ettore Fieramosca)
- 1940: Der geheimnisvolle Rächer (Un’avventura di Salvator Rosa)
- 1941: Die Verlobten (I promessi sposi)
- 1942: Lüge einer Sommernacht (4 passi fra le nuvole)
- 1944: Närrisches Quartett (Quartetto pazzo)
- 1945: Die Nöte des Signor Travet (Le miserie del Signor Travet)
- 1946: Schwarzer Adler (Aquila nera)
- 1947: Stürme der Leidenschaft (Furia)
- 1948: Anna Karenina
- 1948: Fabiola (Fabiola)
- 1949: Länger kann die Braut nicht warten (La sposa non può attendere)
- 1950: Chronik einer Liebe (Cronaca di un amore)
- 1950: Frauen ohne Namen (Donne senza nome)
- 1951: Frau für eine Nacht (Moglie per una notte)
- 1951: O.K. Nero (O.K. Nerone)
- 1951: Der verbotene Christus (Il Cristo proibito)
- 1952: Don Camillo und Peppone (Le Petit monde de Don Camillo)
- 1952: Die Königin von Saba (La regina di Saba)
- 1953: Die Abenteuer der drei Musketiere (Les Trois mousquetaires)
- 1953: Don Camillos Rückkehr (Le Retour de Don Camillo)
- 1953: Die große Rolle (La signora senza camelie)
- 1953: Nero – der Untergang Roms (Nerone e Messalina)
- 1953: Rom, Station Termini (Stazione Termini)
- 1954: Magdalena – Tagebuch einer Verlorenen (Maddalena)
- 1954: Versailles – Könige und Frauen (Si Versailles m’était conté)
- 1955: Erkauftes Glück (Non c’è amore più grande)
- 1955: Frou-Frou, die Pariserin (Frou-Frou)
- 1955: Die große Schlacht des Don Camillo (Don Camillo e l’onorevole Peppone)
- 1955: Der Lebensretter (Il coraggio)
- 1956: Ein zarter Hals für den Henker (Beatrice Cenci)
- 1955: Die Verliebten (Gli innamorati)
- 1957: Brennpunkt Tanger (Agguato a Tangeri)
- 1957: Liebe und Geschwätz (Amore e chiacchiere)
- 1957: Der Sohn des Scheik (Los amantes del desierto)
- 1958: Die Abenteuer des kleinen Rémi (Sans famille)
- 1958: Ferien für den Musterknaben (Le Grand chef)
- 1958: Im Zeichen Roms (Nel segno di Roma)
- 1958: Die nackte Maja (Naked Maja)
- 1959: Archimedes – der Löwe von Syrakus (L’assedio di Siracusa)
- 1959: Geheimaktion Schwarze Kapelle
- 1960: Herrin der Welt
- 1960: Die lange Nacht von 43 (La lunga notte del ’43)
- 1961: Der Erpresser ruft an (Un figlio d’oggi)
- 1961: Halt mal die Bombe, Liebling (Che gioia vivere)
- 1961: Hochwürden Don Camillo (Don Camillo monsignore… ma non troppo)
- 1961: Unser Bursche, der Herr Professor (Gli attendenti)
- 1962: Zehn Italiener für einen Deutschen (Dieci italiani per un tedesco (Via Rasella))
- 1962: Heirat auf sizilianisch (La smania addosso)
- 1962: Der Mann mit der Schärpe (Il cambio della guardia)
- 1964: Becket
- 1964: Volles Herz und leere Taschen (… e la donna creò l’uomo)
- 1965: Genosse Don Camillo (Il compagno Don Camillo)
- 1966: Maigret und der Würger von Montmartre (Maigret à Pigalle)
- 1970: Don Camillo e i giovani d’oggi (unvollendet)
- 1972: Fratello ladro